# LK-110Ya級原子力砕氷船
LK-110Ya級原子力砕氷船はロシアで建造中の原子力砕氷船である。110は軸出力が110MWであることに由来する。公称船型は10510型砕氷船（ロシア語: Ледоко́л прое́кта 10510）である。
本級は、海氷が最も厚くなる厳冬期を含め、一年を通して北極海航路を航行できる手段を確保することを目的として設計されている。北極海航路の利用により、ロシアと西ヨーロッパの間だけでなく、従来はスエズ回り航路を通航していた東アジア-ヨーロッパ間の航海日数が短縮されると期待されている。

## 開発
以下の各機関が協力して設計が進められていたが、2020年4月23日にアトムフロートはズヴェズダ造船所との間で1番船の建造契約を締結した。
- TsSB Aysberg：船体の設計を担当する。設計プロジェクトは2016年に始まり、2年間の予定である[4]。
- OKBMアフリカントフ：搭載されるRITM-400型原子炉の設計を担当する。2018年中に完了する見込みである[5]。原子炉の製造には2.5年かかると見込まれている。
- クルィロフ国立研究所
  - 船舶中央研究所電気工学部門が電気推進システムの開発を担当する。 出力30MWを発揮するスイッチトリラクタンスモータと、それを用いた推進システムの開発を進めている。

## 特徴
熱出力315MWthのRITM-400型原子炉2基を搭載し、固定ピッチの4翅スクリュープロペラ4軸を駆動する。
ロシア産業・通商省は、本級の設計にあたって以下の条件を課した。
- 厚さ4メートルの海氷に覆われた海面を、1.5-2ノットの速度で安定して航行できること。
- 8ヶ月に渡って単独航行できること。
- 60-70人の乗員で運用できること。
- 40年に渡って運用できること。

## 建造
本級は3隻の建造が予定されている。ロシアのユーリ・ボリショフ副首相によれば、本級はロシア国営極東造船所傘下のズヴェズダ造船所で建造される。
一番船はロシア（Rossiya）と命名され、2020年7月6日に鋼材切断、2021年7月5日に起工（キール据付）が行われた。後続船はそれぞれ2023年・2025年に建造開始、2030年・2032年に就役の予定である。

## 同型船
| 船名   | 造船所           | 起工         | 進水 | 就役   | 状況   |
| ------ | ---------------- | ------------ | ---- | ------ | ------ |
| ロシア | ズヴェズダ造船所 | 2021年7月5日 |      | 2027年 | 建造中 |
| 未定   | ズヴェズダ造船所 | 2023年       |      | 2030年 | 計画中 |
| 未定   | ズヴェズダ造船所 | 2025年       |      | 2032年 | 計画中 |